# Trigonostilòpids
Els trigonostilòpids (Trigonostylopidae) són una família extinta de mamífers astrapoteris que visqueren a l'Antàrtida i Sud-amèrica durant l'Eocè, fa entre 37,7 i 56 milions d'anys. Se n'han trobat restes fòssils a l'Antàrtida, l'Argentina, el Brasil i el Perú. Les diferències en l'anatomia del sistema auditiu respecte als altres astrapoteris conduïren George Gaylord Simpson a classificar-los en el seu propi ordre, però aquest plantejament ha estat rebutjat per autors posteriors basant-se en les semblances en la dentadura i el tars.